# Dianthus arboreus
Dianthus arboreus L. är en nejlikväxt.

## Beskrivning
Dianthus arboreus ingår i släktet nejlikor och familjen nejlikväxter. 
Inga underarter finns listade i Catalogue of Life.

## Habitat[4]
Grekland, Makedonien.

## Biotop[5]
Soligt.
Jordmån pH = 6 — 7,5.

## Etymologi
- Släktnamnet Dianthus härleds från grekiska Διός, Dios (ett alternativt namn till guden Zeus) och ἀνθός, anthos = blomma. Betydelsen blir sålunda Zeus blomma. I överförd bemärkelse kan det även förstås som gudomlig blomma.
- Artepitetet arboreus är latin och betyder träd.